# Kosaki (powiat piski)
Kosaki (niem. Kossaken, 1938–1945 Wächtershausen) - uroczysko, dawna miejscowość w województwie warmińsko-mazurskim, w powiecie piskim, w gminie Biała Piska.
Miejscowość powstała w ramach kolonizacji Wielkiej Puszczy. Wcześniej był to obszar Galindii. Wieś ziemiańska, dobra służebne w posiadaniu drobnego rycerstwa (tak zwani wolni, ziemianie w języku staropolskim), z obowiązkiem służby rycerskiej (zbrojnej). W XV w. wieś wymieniana w dokumentach pod nazwą Kusaken, Kossacken.
Dobra ziemskie nadane dostały w 1476 r. przez komtura Zygfryda Flacha von Schwartzburga na 7 łanach na prawie magdeburskim, z obowiązkiem połowy służby zbrojnej. Przywilej otrzymali bracia Niemierza i Mściszko Kossakowie (do tej pory gospodarzyli na tych gruntach bez prawa własności). Dobra te położone były między Sołdanami, Jakubami, Lisakami, Jaroszami, Grodziskiem a granicą z Mazowszem.

## Obecnie
Miejscowość nie istnieje, na tym terenie jest pole uprawne. Na zdjęciu satelitarnym widać ślady po gospodarstwach.